# Бідна руда
Бі́дна руда́ (англ. second-class ore, poor(law-grade, lean) ore; нім. armes (geringhaltiges) Erz; Erzar-mes, Erzgeringwertiges) — руда, в якій вміст корисного компоненту(тів) значно нижчий від середнього вмісту по родовищах, що розробляються. Залучають Б.р. до розробки в міру зменшення запасів багатих руд. Як правило, Б.р. збагачують.
Протилежне — багата руда.